# Port lotniczy Kago Kaju
Port lotniczy Kago Kaju (ICAO: HSGO) – port lotniczy położony w Kago Kaju, w Sudanie Południowym (stan Ekwatoria Środkowa).